# Плавно (Хощенський повіт)
Плавно (пол. Pławno, нім. Plagow) — село в Польщі, у гміні Бежвник Хощенського повіту Західнопоморського воєводства.
Населення — 326 осіб (2011).
У 1975-1998 роках село належало до Гожовського воєводства.

## Демографія
Демографічна структура станом на 31 березня 2011 року:
|          | Загалом | Допрацездатний вік | Працездатний вік | Постпрацездатний вік |
| -------- | ------- | ------------------ | ---------------- | -------------------- |
| Чоловіки | 170     | 38                 | 118              | 14                   |
| Жінки    | 156     | 31                 | 85               | 40                   |
| Разом    | 326     | 69                 | 203              | 54                   |